# Горня Брига
Горня Брига (словен. Gornja Briga) — поселення в общині Кочев'є, регіон Південно-Східна Словенія, Словенія. Висота над рівнем моря: 623,3 м.